# Тето Мецавија (Кунео)
Тето Мецавија је насеље у Италији у округу Кунео, региону Пијемонт.
Према процени из 2011. у насељу је живело 8 становника. Насеље се налази на надморској висини од 885 м.